# Гагарин, Владимир Васильевич
Владимир Васильевич Гагарин (13 сентября 1931 — 15 августа 2008) — советский спортсмен (шашки). Мастер спорта СССР по шашкам.

## Карьера
Выступал за «Локомотив» (Москва). Чемпион СССР в составе команды Москвы (1963), 2-й призёр личного чемпионата СССР (1965) и командного — в составе «Локомотива» (1964, 1965). 4-кратный финалист чемпионатов СССР.
Лучшие результаты: 4-е место (Грозный, 1966; Симферополь, 1975). Чемпион Москвы (1964, 1965, 1973, 1974, 1982, 1996, 2000). 3-кратный чемпион ЦС ДСО «Локомотив». Чемпион Спартакиады профсоюзов СССР (Ульяновск, 1969). Чемпион ЦШК СССР (1966, 1967, 1969, 1981, 1982, 1984, 1986, 1987). В 1970 году предложил реформу правил проведения соревнований в русские шашки, которая вскоре была повсеместно принята — вместо одной партии стал играться микроматч из двух партий (белыми и черными) с укороченным контролем.
Автор многочисленных публикаций в газете «64» и журнале «Шашки».
Жена — мастер спорта по шашкам Рема Григорьевна Гагарина (1935—2001), сын — международный мастер по шахматам Василий Гагарин.
Скончался 15 августа 2008 года. Похоронен на Кузьминском кладбище в Москве.

## Память
В память о супругах Гагариных проводится в Москве Мемориал мастеров Гагариных